# 西崎竹窓
西崎 竹窓（にしざき ちくそう、生没年不詳）とは、江戸時代の浮世絵師。

## 来歴
師系・経歴不明。光記念館所蔵（那須ロイヤル美術館〈小針コレクション〉旧蔵）の「文読む女」（紙本着色）に「西崎」の朱文方印と「竹窓」の白文方印があり、この絵の作者として知られるのみである。この「文読む女」は渓斎英泉作の大判錦絵竪2枚続「手紙を持つ遊女」を模写したものだが、英泉の原図とは着物の模様や背景などを変えている。絵の上部には「粧もへにおしろいや華の山」という画賛があり、署名はなくこの絵の筆者である竹窓自身による自賛と見られる。『肉筆浮世絵』第六巻はこの竹窓について「全くの素人画家」であると評しており、「上方にはこのような書画をよくする旦那衆が多くいた」と述べている。